# Katafraktarios (vzhodnorimska vojaška enota)
Katafrakti (Katafraktarioi) so bili elitni konjeniški vojščaki, ki jih je Rimsko cesarstvo uvedlo v 2. in 3. stoletju po vzoru istoimenskih perzijskih katafraktov.

## Zgodovina
V obdobju Vzhodnega rimskega cesarstva so katafraktarii, težki konjeniki v lamelarnem oklepu, postali glavna izmed udarnih enot pozne rimske vojske, ki je pogosto odločala potek bitke. Razcvet je vlaganje v poklicno vojsko ali tagmo, ki je temeljila na težki konjenici doseglo v 7. in 8. stoletju po zatonu legijskega sistema v vzhodnorimski vojski. Od 6. do 7. stoletja so katafrakte uporabljali predvsem v boju proti Perzijcem, ki so tudi sami v boju uporabljali podobne konjeniške enote.
Vzhodnorimski katafrakti so do leta 1204 ostali prestižna in spoštovana vojaška enota, ki se je izkazovala tudi proti zahodnoevropskim fevdalnim vitezom v bitki pri Sirmiju leta 1167, ko so katafraktarii v bližnjem boju porazili številčnejšo madžarsko fevdalno konjenico. Enota je bila po križarskem izropanju Konstantinopla v zgodnjem 13. stoletju opuščena, saj profesionalne vojske imperij več ni mogel financirati.